# Francisco Vieira
Francisco Vieira Pita, geralmente conhecido como Francisco Vieira (Canhas, Madeira, 1 de setembro de 1863 - Silves, 18 de março de 1947) foi um médico, professor e político português. Foi Governador Civil do Distrito de Faro entre 10 de Maio de 1917 e 13 de Dezembro de 1917.
Era tio de João Bárbara Vieira Pita.

## Biografia
Francisco Vieira nasceu nos Canhas a 1 de setembro de 1863, filho de Manuel Vieira de Bárbara e Lourença Cândida de Jesus.
Estudou no Seminário do Funchal, mas tendo desistido da carreira eclesiástica, matriculou-se na Faculdade de Medicina da Universidade de Coimbra, onde se licenciou em 1888. Fixou-se em Silves, terra natal da sua esposa Catarina Amália Mascarenhas.
Foi nomeado Governador Civil do Distrito de Faro a 10 de maio de 1917, traduzindo a importância dos democráticos silvenses no contexto dos democráticos algarvios.
Exerceu ainda o cargo de médico municipal, delegado de saúde, professor de Matemática e Contabilidade Comercial, presidente da Câmara Municipal de Silves, e provedor da Santa Casa da Misericórdia.
Foi um grande benemérito no campo da assistência social aos pobres e doentes, tendo fundado um lar de idosos, a que deu o nome da sua filha Maria Adelaide de Mascarenhas Neto.
Foi homenageado pelo povo de Silves em 1926 e 1941, esta última de especial dimensão por comemorar os 50 anos ao serviço da cidade.
A Câmara Municipal de Silves atribuiu em sua homenagem o seu nome à rua onde morava.
Em outubro de 2017, a Câmara Municipal de Silves organizou uma exposição documental, comemorando o 154.º aniversário do seu nascimento.